# Amu Dar'ya
Pour la rivière, voir Amou-Daria.
Amu Dar'ya (en turkmène : Amyderýa) est une ville située dans le district de Döwletli, province de Lebap, Turkménistan. Il y avait 5 018 habitants en 1989.

## Personnes notables
- Recep Bazarov, homme politique turkmène